# Она — астроном
Она — астроном проект по борьбе с неравенством полов в астрономии. Один из ключевых проектов в рамках «Международного года астрономии».
По утверждениям организаторов проекта примерно четверть всех астрономов профессионалов — женщины, причем в некоторых странах вообще нет женщин-астрономов, а в некоторых — более половины астрономов — женщины.

## Официальный сайт
- Официальный сайт  Архивная копия от 27 апреля 2009 на Wayback Machine